# Detector de rotura de vidrio

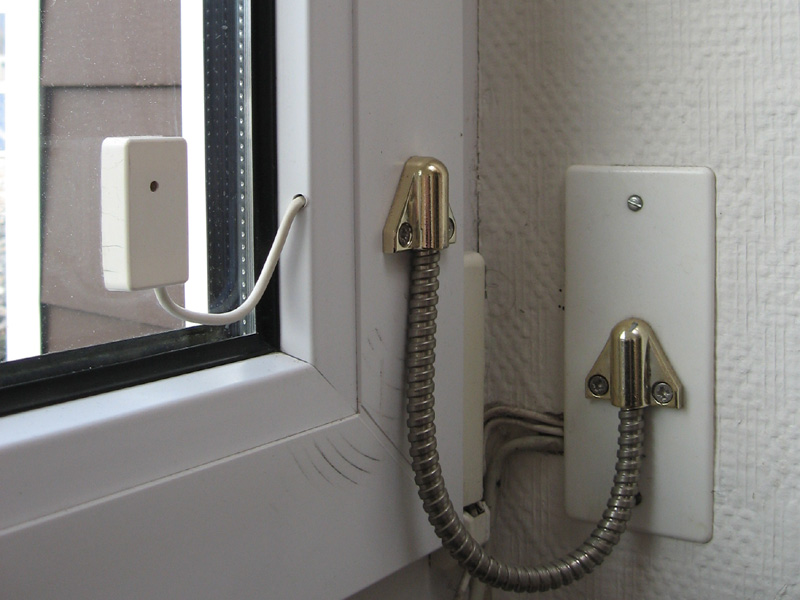
Detector pasivo de rotura de vidrio.

Un detector de rotura de vidrio es un sensor que detecta si un vidrio se ha hecho añicos o se ha roto. Se utilizan mucho en los sistemas electrónicos de alarma antirrobo.
El proceso de detección comienza con un micrófono que capta los ruidos y las vibraciones procedentes del vidrio. Si las vibraciones superan un determinado umbral (a veces seleccionable por el usuario), son analizadas por los circuitos del detector. Los detectores más sencillos se limitan a utilizar micrófonos de banda estrecha sintonizados con las frecuencias típicas de la rotura del vidrio. Están diseñados simplemente para reaccionar a las magnitudes de sonido que superan un determinado umbral, mientras que los diseños más complejos comparan analíticamente el sonido con uno o más perfiles de rotura de cristales mediante transformadas de señal similares a la DCT y la FFT. Estos detectores digitalmente sofisticados sólo reaccionan si se supera tanto el umbral de amplitud como el de similitud expresado estadísticamente. Los avances tecnológicos también han permitido el uso de detectores de rotura de vidrios inalámbricos.